# Olulis
Olulis là một chi bướm đêm thuộc họ Erebidae.

## Loài
- Olulis puncticinctalis Walker, 1863
- Olulis subrosea Turner, 1908